# ムアンラノーン郡
座標: 北緯9度58分2秒 東経98度38分2秒 / 北緯9.96722度 東経98.63389度

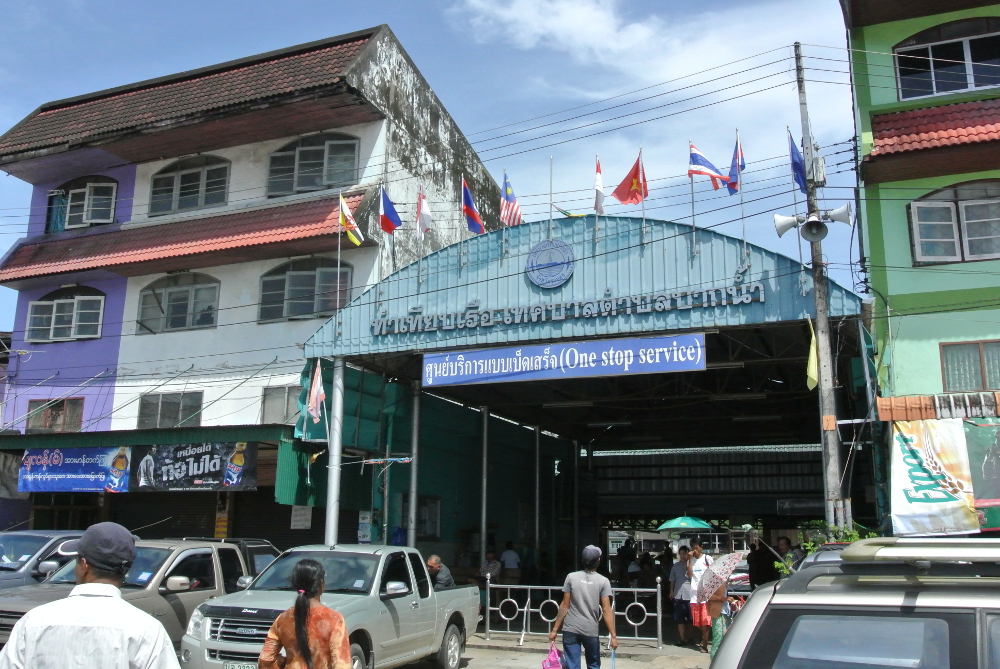
ミャンマーゆきの国境船着場

ムアンラノーン郡（ムアンラノーンぐん）は、タイ南部・ラノーン県にある郡（アムプー）である。なお、ラノーンはラノーン県の県庁所在地（ムアン）でもある。

## 名称
ラノーンはタイ語のレーノーン (แร่นอง) から来ている。レーノーンとは、「水のたまる鉱石」と言う意味である。これは、ラノーンが鉱物資源に恵まれているからつけられた名前だと言われる。

## 歴史
アユタヤ王朝時代にはラノーン付近は人間の住まない単なる森であった。しかし、チャクリー王朝初期に、チュムポーン県から人が入植し始め、バーン・ポーンランという村を作って統治した。そのうちその村の有力者であったナーイ・ノーンがルワン・ラノーンの官位を国王から賜り、ラノーンの国主となった。
その後、1854年にルワン・ラノーンが死んだことにより、許泗漳がプラヤー・ラッタナセーティーの官位をラーマ4世（モンクット）から賜りラノーンの国主となった。ラノーンの国主はその後世襲され、その一族はナ・ラノーン家となった。
郡としては1896年にムアンラノーン郡の名で成立したものの、1918年に郡庁のあるタムボン・カオニウェートの名前に合わせ、カオニウェート郡と改称された。しかしその後、1938年に再びムアンラノーン郡と改称された。

## 地理
ムアンラノーン郡の西はアンダマン海に面しており東はプーケット山脈の一部である。郡北部にはラムナム・クラブリー国立公園があり、郡南部にはカオ・フワラーン森林公園、ナムトック・ガーオ国立公園があり保護されている。また海にはパヤーム島、チャーン島などがあり、パヤーム諸島海洋国立公園として保護されている。
交通はラノーン空港が設置されている他に、国道4号線が南北に通っており、北にチュムポーン方面、南にタクワパー方面とつながっている。郡南部から国道4006号線が東に延びておりランスワン方面と、郡北部から東に4091号線が延びておりラウン方面とつながっている。
ミャンマー最南端の街コートーンに船で行くことができ、旅行者にも国境は開放されている。かつてはミャンマー側での行動範囲に制限があり、ヤンゴンなどに陸路で抜けることはできなかったが、この制限は2013年8月28日に暫定的に撤廃された。

## 経済
ムアンラノーン郡の主な産業は、漁業と農業である。農業生産品はアブラヤシ、パラゴムノキや果物である。

## 行政区分
ムアンラノーン郡は9つのタムボンに分かれ、さらにその下位に39の村（ムーバーン）がある。
自治体（テーサバーン）があり以下のようになっている。
- テーサバーンムアン・ラノーン・・・タムボン・カオニウェート全体
- テーサバーンタムボン・ガーオ・・・タムボン・ガーオの一部
- テーサバーンタムボン・パークナーム・・・タムボン・パークナームの一部
- テーサバーンタムボン・バーンリン・・・タムボン・バーンリン全体

また、郡内には9のタムボン行政体（オンカーンボーリハーンスワンタムボン）がある。
| 1. タムボン・カオニウェート・・・ตำบลเขานิเวศน์ 2. タムボン・ラーチャクルート・・・ตำบลราชกรูด 3. タムボン・ガーオ・・・ตำบลหงาว 4. タムボン・バーンリン・・・ตำบลบางริ้น 5. タムボン・パークナーム・・・ตำบลปากน้ำ 6. タムボン・バーンノーン・・・ตำบลบางนอน 7. タムボン・ハートソムペーン・・・ตำบลหาดส้มแป้น 8. タムボン・サーイデーン・・・ตำบลทรายแดง 9. タムボン・コパヤーム・・・ตำบลเกาะพยาม | Map of Amphoe |